# Загайново (Тальменский район)
Загайново — село в Тальменском районе Алтайского края. Входит в состав Анисимовского сельсовета.

## История
В 1928 году состояло из 402 хозяйств, основное население — русские. В административном отношении являлось центром Загайновского сельсовета Тальменского района Барнаульского округа Сибирского края.

## Население
| 1926 | 1997 | 1998 | 1999 | 2000 | 2001 |
| ---- | ---- | ---- | ---- | ---- | ---- |
| 1929 | ↘683 | ↘679 | ↘658 | ↘647 | ↘633 |
| 2002 | 2003 | 2004 | 2005 | 2006 | 2007 |
| ↘541 | ↗547 | ↘517 | ↘508 | ↘494 | ↘446 |
| 2008 | 2009 | 2010 | 2011 | 2012 | 2013 |
| ↘372 | ↗398 | ↘322 | →322 | ↘295 | ↘284 |

Национальный состав
Согласно результатам переписи 2002 года, в национальной структуре населения русские составляли 86 %.